# Ján Chryzostom Korec
Ján Chryzostom Korec (Bošany, 22 gennaio 1924 – Nitra, 24 ottobre 2015) è stato un cardinale e vescovo cattolico slovacco, gesuita.  È stato uno dei pilastri della cosiddetta chiesa clandestina in Slovacchia.

## Biografia
Ján Chryzostom Korec nacque a Bošany il 22 gennaio 1924. Era il terzo figlio di Ján Korec, operaio conciario, e Mária Drábic.

### Formazione e ministero sacerdotale
Compì gli studi primari presso la scuola pubblica di Bošany e nella scuola cittadina di Chynorany, un villaggio vicino. In gioventù fu uno scout. Nel tempo maturò la decisione di diventare sacerdote e il 15 settembre 1939 entrò nella Compagnia di Gesù. Compì gli studi superiori nel centro gesuita di Ružomberok. Nel 1944 conseguì il diploma al liceo di Kláštor pod Znievom. Si trasferì quindi a Trnava per studiare filosofia. Un anno dopo si recò a Brno per proseguire gli studi nella stessa materia. Dopo due anni tornò a Trnava per studiare teologia. Oltre a studiare, collaborò alla pubblicazione di libri e riviste religiose "Posol" e "Katolícke misie". Lui e altri gesuiti più anziani prepararono una miscellanea intitolata Všeobecná Cirkev - štúdium viery, vedy a umenia ("La Chiesa universale - Studi in religione, scienza e arti"). Nella miscellanea, furono pubblicate due sue opere. Una di esse, "I principi filosofici del materialismo dialettico", era la sua tesi di licenza del 1947.
Dopo il colpo di stato comunista in Cecoslovacchia del 1948, le sue opere vennero rimosse dalla miscellanea e la sua tesi dovette essere pubblicata altrove. Il 13 aprile 1950, detta "notte dei barbari", si verificarono incursioni contro monasteri e case religiose che vennero chiusi. Egli dovette interrompere gli studi teologici quando gli ordini religiosi furono soppressi. Era stato esentato dalla coscrizione militare a causa di un difetto cardiaco e, di conseguenza, non fu costretto a unirsi alla divisione del lavoro "PTP" ove sarebbe stato costretto ai lavori forzati. Fu confinato a Jasov e più tardi a Pezinok. Dopo cinque mesi venne rilasciato.
Il 1º ottobre 1950 fu ordinato presbitero in segreto a Rožňava da monsignor Robert Pobožný. Nella vita civile, lavorò come operaio alla Mototechna di Nitra ed esercitò il ministero pastorale in segreto. Si trasferì poi a Bratislava, dove lavorò alla Priemstav e alla Tatrachema. Nel 1951, la maggior parte dei vescovi del paese era stata imprigionata e condannata a lunghe pene detentive. Vista la situazione, la Santa Sede decise di consacrare in segreto dei vescovi per assicurare l'esistenza della Chiesa.

### Ministero episcopale
Il 24 agosto 1951 ricevette l'ordinazione episcopale in segreto a Bratislava da monsignor Pavol Mária Hnilica, anch'egli vescovo clandestino e senza co-consacratori. Con 27 anni di età era il più giovane vescovo del mondo. Come motto episcopale scelse l'espressione "Ut omnes unum sint". Mentre svolgeva il suo ministero episcopale, lavorava in una fabbrica chimica. Più tardi, nel 1954, trovò lavoro come tecnico di laboratorio presso l'Istituto di igiene del lavoro, dove in seguito divenne bibliotecario. Un'ispezione lo costrinse a lasciare l'incarico, poiché le autorità lo trovarono "non abbastanza bravo" per lavorare. Gli fu permesso infine di lavorare come guardiano notturno alla Prefa. Un anno dopo venne trasferito nel complesso chimico di Dimitrovka.
Il 21 gennaio 1960 la polizia segreta perquisì la sua abitazione. Poco dopo venne licenziato e portato al quartier generale della polizia segreta, la "Februárka". Più tardi venne arrestato. Nel maggio del 1960 fu condannato a dodici anni di carcere per tradimento con altri gesuiti. Scontò la pena nelle prigioni di Praga (Pankrác), Ruzyň, Valdice, Leopoldov e Ilava. Anche in cella infatti divenne per molti un punto di riferimento. Proprio per questo venne poi condannato all'isolamento. Una prova che aveva descritto così: "Sicuramente fu la punizione più terribile. Tuttavia la necessità rende l'uomo ingegnoso, cosicché avevo trovato un sistema semplice per vincere l'isolamento: immaginavo di fare gli esercizi spirituali. Mi preparavo un programma spirituale giornaliero ben dettagliato e intenso. Cominciavo al mattino con una buona ora di meditazione, quindi la messa. E dopo cominciava il programma di studio: ripassavo a memoria tesi di teologia e filosofia, discutendo ad alta voce come se mi trovassi all'università, davanti ai professori. E quando mi sentivo stanco, mi distendevo con canti religiosi". In carcere incontrò circa duecento sacerdoti e sei vescovi. Per due anni non riuscì a celebrare la messa, durante l'isolamento sopravvisse grazie a un metodo di preghiera basato sullo stile degli esercizi spirituali.
Il 28 febbraio 1968, durante il periodo di rinnovamento della Primavera di Praga avviato da Alexander Dubček, venne liberato e riabilitato. Tornò a Bratislava dove tornò alla vita pubblica e religiosa cercando di ristabilire i legami rotti. Cercò di andare a Pezinok per operare come direttore spirituale nella locale casa della carità, ma le autorità non glielo permisero. Dovette quindi accettare un lavoro in una cooperativa dei disabili. In seguito, lavorò come operaio nei Servizi ricreativi di Bratislava, in particolare nel servizio di giardinaggio e come netturbino. A causa di una tubercolosi polmonare, diagnosticata alla facoltà di medicina, dovette lasciare il lavoro. Il 15 luglio 1968 iniziò le cure all'ospedale di Podunajské Biskupice e nel febbraio 1969 negli Alti Tatra. Mentre era in ospedale, le forze del Patto di Varsavia entrarono in Cecoslovacchia e misero fine al processo di rinnovamento. Tuttavia, il 24 giugno 1969, il vescovo Korec fu riabilitato dal punto di vista giudiziario. Quando la sua salute migliorò, gli fu permesso di andare a Roma. Il 9 luglio 1969 venne ricevuto in udienza privata da papa Paolo VI. Questo costituì un'esperienza indimenticabile nella sua vita; il papa conferì l'anello episcopale, la croce pettorale, il pastorale e due mitre, che il pontefice aveva usato come arcivescovo di Milano.
Per il suo paese si prospettavano nuovamente dei tempi duri, iniziati con l'occupazione sovietica. La situazione volgeva a suo sfavore in quanto era un vescovo clandestino. Non gli fu permesso di svolgere il suo ministero episcopale e dovette soggiornare all'ospedale pediatrico di Bratislava, gestito dalle Sorelle del Santissimo Salvatore. Era costantemente sotto la vigilanza polizia segreta. Il 5 novembre 1974 lo Stato non riconobbe l'assistenza spiritualmente alle suore e dovette tornare di nuovo a lavorare alla fabbrica chimica Tatrachema. La sua riabilitazione venne annullata nello stesso anno e dovette quindi scontare gli ultimi quattro anni di pena. Venne liberato per problemi di salute, perse il lavoro che aveva ricoperto prima come spazzino, si iscrisse nelle liste di disoccupazione e ottenne un posto alla Tatrachema come magazziniere. Svolgeva la mansione di scaricatore di barili. Il 1º luglio 1979, a causa di gravi problemi di salute, lasciò la fabbrica chimica e trovò lavoro come tecnico addetto agli ascensori. Dal maggio del 1980 fu costretto a lavorare nel laboratorio di un falegname e tenuto sotto stretto controllo. Due anni dopo, nel 1982, a 58 anni, si ritirò a causa delle sue condizioni di salute.
Ebbe un ruolo di primissimo piano nella Chiesa clandestina cecoslovacca. Come spiegò in un'intervista rilasciata nel 2000, fu contrario all'Ostpolitik condotta dal cardinale Agostino Casaroli, che richiese la liquidazione della Chiesa clandestina, "che silenziosamente collaborava con i preti nelle parrocchie e che formava dei giovani pronti al sacrificio: professori, ingegneri, medici pronti a diventare preti". Ordinò clandestinamente circa 120 sacerdoti. Secondo lui "l'Ostpolitik vendette" la Chiesa clandestina "in cambio delle promesse vaghe e incerte dei comunisti". Descrisse questo "abbandono" come "il dolore più grande della sua vita"».

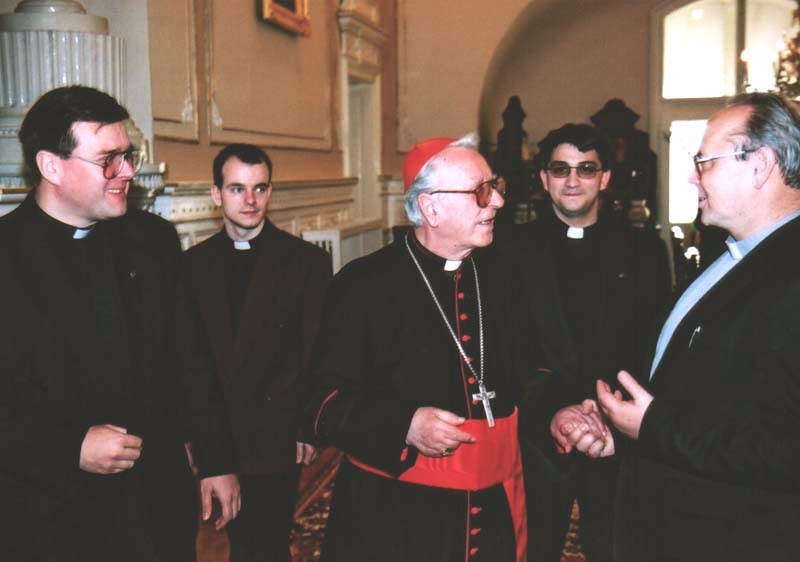
Il cardinale Korec insieme ad un gruppo di gesuiti.

La polizia segreta seguì ogni sua mossa e irruppe persino nel suo appartamento. Poiché era un vescovo clandestino, la sua popolarità e il seguito aumentarono considerevolmente, il che fece accrescere la vigilanza della macchina della polizia. Essa lo intercettò e cercò di diffamarlo ma continuò a operare nel suo ministero e nella scrittura. Il 18 maggio 1986 ricevette una laurea honoris causa in medicina dall'Università di Notre Dame. Durante l'anno mariano del 1987 ebbero luogo dei pellegrinaggi di migliaia di fedeli in tutta la Slovacchia. Al Calvario di Nitra, si radunarono 150 000 pellegrini e monsignor Korec rimase con loro fino a quando non venne convocato per un interrogatorio dalla polizia segreta. Il 25 marzo 1988, durante il "Venerdì Santo di Bratislava", un gruppo di fedeli che pregavano per la libertà religiosa e per i diritti umani venne attaccato dalle forze di sicurezza che ferirono e imprigionarono i dimostranti. Monsignor Korec era sotto interrogatorio e quindi non prese parte all'incontro. Il 17 settembre successivo gli fu impedito di partecipare a un pellegrinaggio alla basilica dei Sette Dolori della Vergine Maria di Šaštín. Il 27 aprile 1989 monsignor Korec rispose per iscritto a una serie di film antireligiosi presentata alla televisione nazionale. La polizia segreta lo convocò per un interrogatorio e cercò di entrare nel suo appartamento.
Nel novembre del 1989 il regime comunista fu finalmente rovesciato in Cecoslovacchia. Dal 2 gennaio al 6 febbraio 1990 fu rettore del seminario presso la Facoltà teologica "Cirillo e Metodio" dell'Università Comenio di Bratislava.
Il 6 febbraio 1990 papa Giovanni Paolo II lo nominò vescovo di Nitra. Dal 23 aprile 1990 al 4 maggio 1993 presiedette la Conferenza episcopale della Slovacchia.
Il 28 giugno 1991 papa Giovanni Paolo II lo creò cardinale e gli assegnò il titolo di Santi Fabiano e Venanzio a Villa Fiorelli.
Il 9 giugno 2005 papa Benedetto XVI accettò la sua rinuncia al governo pastorale della diocesi per raggiunti limiti di età.
Il 13 giugno 2012 venne ricoverato d'urgenza per la perforazione e il distaccamento dell'appendice. Dopo l'operazione entrò in stato comatoso dal quale si svegliò il 20 giugno successivo.
Una parte del pubblico lo criticò per l'aver mostrato un atteggiamento positivo nei confronti di Jozef Tiso e della Prima Repubblica Slovacca. Essa sottolineò ad esempio che nel 1990 monsignor Korec svelò una targa a ricordo di Tiso a Bánovce nad Bebravou e che il 18 aprile 1997 celebrò il 50º anniversario della sua esecuzione con una messa in suffragio. Korec era noto per dire che Jozef Tiso per tutta la sua presidenza non firmò una sola condanna a morte e che non era a conoscenza di alcuna prova della colpevolezza di Tiso. Nel mese di agosto del 1997 venne pubblicamente difeso dallo storico Milan Stanislav Ďurica che con il suo controverso libro "Storia della Slovacchia e degli slovacchi" cercò di riabilitare un certo numero di politici del periodo della Prima Repubblica Slovacca.
Morì a Nitra alle 13:30 del 24 ottobre 2015 all'età di 91 anni. Le esequie si tennero il 31 ottobre alle ore 11 nella cattedrale di Sant'Emmerano a Nitra. La liturgia esequiale venne presieduta dal cardinale Stanisław Dziwisz, arcivescovo di Cracovia. Il suo successore Viliam Judák pronunciò invece l'omelia. Concelebrarono altri prelati, tra i quali i cardinali Jozef Tomko e Joachim Meisner e gli arcivescovi Mario Giordana e Stanislav Zvolenský. La salma venne poi tumulata nella cripta della stessa cattedrale.

## Opere
- Ján Chryzostom Korec, Gesù Cristo ora e sempre, Cinisello Balsamo, San Paolo, 1998
- Ján Chryzostom Korec, La notte dei barbari, Milano, Piemme, 1993

## Genealogia episcopale e successione apostolica
La genealogia episcopale è:
- Cardinale Scipione Rebiba
- Cardinale Giulio Antonio Santori
- Cardinale Girolamo Bernerio, O.P.
- Arcivescovo Galeazzo Sanvitale
- Cardinale Ludovico Ludovisi
- Cardinale Luigi Caetani
- Cardinale Ulderico Carpegna
- Cardinale Paluzzo Paluzzi Altieri degli Albertoni
- Papa Benedetto XIII
- Papa Benedetto XIV
- Papa Clemente XIII
- Cardinale Marcantonio Colonna
- Cardinale Giacinto Sigismondo Gerdil, B.
- Cardinale Giulio Maria della Somaglia
- Cardinale Carlo Odescalchi, S.I.
- Cardinale Costantino Patrizi Naro
- Cardinale Lucido Maria Parocchi
- Papa Pio X
- Papa Benedetto XV
- Papa Pio XII
- Arcivescovo Saverio Ritter
- Cardinale Josef Beran
- Arcivescovo Josef Karel Matocha
- Vescovo Robert Pobožný
- Vescovo Pavol Hnilica, S.I.
- Cardinale Ján Chryzostom Korec, S.I.

La successione apostolica è:
- Vescovo Dominik Kaľata, S.I. (1955)
- Vescovo František Rábek (1991)
- Vescovo Štefan Vrablec (1998)
- Vescovo Marián Chovanec (1999)
- Vescovo Viliam Judák (2005)